# توماس بي. ووكر جونيور
توماس بي. ووكر جونيور (بالإنجليزية: Thomas B. Walker, Jr.)‏ هو مصرفي الاستثمار ‏ وعسكري أمريكي، ولد في 23 ديسمبر 1923 في ناشفيل في الولايات المتحدة، وتوفي في 11 أكتوبر 2016 في دالاس في الولايات المتحدة.